# Wenzenbach
Wenzenbach é um município da Alemanha, situado no distrito de Ratisbona, no estado da Baviera. Tem 29,85 km² de área, e sua população em 2019 foi estimada em 8.727 habitantes.